# Record de Tunisie du saut en longueur
Le record de Tunisie du saut en longueur est actuellement détenu par Anis Glali chez les hommes, en 8,01 m, et par Hamrouni Awatef chez les femmes, en 6,21 m.

## Hommes
| Athlète    | Performance | Club                               | Lieu  | Date         |
| Anis Glali | 8,01 m      | Club sportif de la Garde nationale | Dakar | 22 août 1998 |

## Femmes
| Athlète         | Performance | Club                    | Lieu  | Date         |
| Hamrouni Awatef | 6,21 m      | Athletic Club de Sousse | Radès | 12 juin 2005 |